# Obléhání Székesfehérváru (1543)
Obléhání Székesfehérváru začalo v srpnu 1543, kdy Osmanská říše tuto pevnost oblehla.
Székesfehérvár byla klíčová pevnost na pohraničním území rozkládajícím se západně od Budína. V roce 1543 čítala posádka 6 000 vojáků. Dne 22. srpna 1543 Osmané zahájili ze tří směrů obléhání hradu. Dne 2. září Osmané zahájili celkový útok na pevnost a dobyli vnější hrad. Následující den se obránci vnitřního hradu Osmanům vzdali. Hrad byl poté přeměněn na sandžak provincie Budín.

## Pozadí
Székesfehérvár, město, kde byli korunováni uherští králové, bylo klíčovou pevností na pohraničním území rozkládajícím se západně od Budína. Během občanské války, která vypukla po smrti krále Ludvíka v bitvě u Moháče v roce 1526, se Székesfehérvár přidal na stranu Jana Zápolského a zůstal mu věrný až do jeho smrti 22. července 1540. Poté město přešlo na stranu Ferdinanda I. Habsburského. V roce 1543 čítala posádka tohoto důležitého města asi 6 000 vojáků pod velením habsburského kapitána Györgye Varkocse.

## Tažení sultána Sulejmana
V roce 1543 podnikl sultán Sulejman velké tažení do Uherska: jeho cílem bylo dobýt dvě starobylá města: Székesfehérvár a Ostřihom. Z Edirne pochodoval do Bělehradu, následně do Slavonie, kde dobyl Valpovo, přešel řeku Drávu a při svém pochodu na sever dobyl Siklós, Pécs, Máré, Szászvár a Sióagárd. Sultán pokračoval v pochodu na sever a 26. července oblehl Ostřihom, který dobyl 7. srpna. Dne 8. srpna vstoupil do hradu a nechal baziliku uvnitř hradu přeměnit na mešitu. Osmanské síly opustily Ostřihom 16. srpna a pochodovaly na jih.

## Obléhání Székesfehérváru
Dne 20. srpna 1543 dorazila osmanská armáda k Székesfehérváru. Do 22. srpna bylo město obléháno ze tří stran a během následujícího týdne probíhaly bitvy na polích kolem města. Zatímco osmanská armáda obléhala město, tatarští nájezdníci plenili a pálili okolí města. Zatímco vojáci odolávali, později během obléhání začali civilní obyvatelé, obávající se hněvu Osmanů z dlouhého obléhání, žádat o kapitulaci.
Dne 2. září zahájili Osmané hlavní útok na pevnost. György Varkocs a jeho muži podnikli výpad a zaútočili na obléhací armádu, ale byli nuceni se stáhnout. Osmanský kronikář Sinân Çavuş zaznamenal, že když se Varkocs a jeho muži vrátili k bráně, vůdci bohatých obyvatel uvnitř vnitřního hradu bránu zavřeli. Varkocsovi muži volali: „Rychle otevřete bránu, protože se to pokazilo!“ Civilisté uvnitř bránu zablokovali, zvedli most a odpověděli vojákům: „Turek není strašidelný; proč se bojíte Turka? Jděte, bojujte s ním a zabijte je všechny!“ Obklíčený György Varkocs a jeho vojáci zemřeli a Osmané dobyli vnější hrad.
Následující ráno, 3. září, se obyvatelé vnitřního hradu vzdali Osmanům. I když obyvatelům města bylo umožněno odejít v bezpečí se svými majetky, obyvatelé, kteří byli odpovědní za přechod na stranu Habsburků, byli popraveni za svou zradu. Také v rozporu s podmínkami kapitulace vzal Ulama Hân Beğ, sandžak-bej bosenský, mnoho mladých mužů ze Székesfehérváru a hradu Tata jako zajatce.

## Následky
Dne 16. září osmanská armáda opustila Székesfehérvár a 21. září dorazila do Budína. Z Budína pochodoval Sulejman do Varadinu, poté do Bělehradu a 16. listopadu se vrátil do Istanbulu. Město Székesfehérvár a okolí byly přeměněny na sandžak patřící k Budínskému ejáletu. Dne 19. června 1547 byla podepsána Istanbulská smlouva mezi rakouským arcivévodstvím a Osmanskou říší. V rámci této dohody, která zahrnovala Svatou říši římskou, Ferdinand a Karel V. souhlasili, že zajistí, aby východní Uhersko bylo pod kontrolou Osmanské říše, a že Osmanské říši budou každoročně vyplácet 30 000 zlatých florinů za západní a severní Uhersko držené Habsburskou dynastií.